# Vilumilla
Vilumilla (Mapudungún Vilu= serpiente; Milla= dorada) fue el Toqui mapuche elegido en 1722 a encabezar la Rebelión Mapuche de 1723 durante la Guerra de Arauco en Chile. 

## Inicio de la rebelión
Desde la batalla de Curanilahue (1661) la frontera del Biobío había vivido en una paz relativa bastante estable, se habían llevado a cabo varios parlamentos, entre ellos el de Malloco (1671) donde se crearon los llamados capitanes de amigos, oficiales encargados de negociar con los araucanos y proteger a los misioneros. Así los españoles no realizaron más expediciones al sur de la frontera y solo mantuvieron los fuertes de Arauco, Purén y Valdivia.
Sin embargo, varios de estos personajes se ganaron mala fama entre los mapuches. Se sobrepasaban tratando de ejercer la vigilancia y autoridad sobre los mapuches, abusando de su poder para establecer un monopolio del comercio de los ponchos. Situación que los mapuches encontraban insoportable. La quejas se acumulaban, entonces, en 1722, se reunieron y determinaron elegir un Toqui, y recurrir a la guerra. Vilumilla fe elegido, a pesar de ser un hombre de bajo rango, pero era uno que había adquirido una gran reputación por su juicio, el coraje y su visión estratégica más amplia en la guerra por venir. En particular, había uno muy odiado llamado Pascual Delgado al que se terminó asesinado el 16 de marzo de 1723. Esto obligó al cacique a adelantar a insurrección antes de poder reunir todas sus fuerzas.
Vilumilla intentó tomar por asalto el fuerte de Purén el 21 de marzo pero fue rechazado y obligado a asediarlo. Mientras tanto el gobernador Gabriel Cano y Aponte envió a su sobrino, el maestre de campo Manuel Salamanca con 500 hombres a liberar el fuerte. Ante la proximidad de la fuerza española Vilumilla se retiró. Salamanca reforzó la guarnición con doscientos soldados y volvió a Concepción para organizar un ejército con que acabar con los alzados.

## Batalla de Duqueco
Después de este fracaso Vilumilla reunió 4000 guerreros y empezó a realizar malones al norte de la frontera hasta que decidió acampar en la confluencia entre el Biobío y el río Duqueco. Ahí fue atacado por sorpresa por Salamanca entre el 23 y el 24 de agosto, siendo completamente vencido. Salamanca había sido advertido de la posición de su enemigo y astutamente marchó en secreto desde Yumbel con sus huestes. Se dispuso en las lomas en el lado norte del Duqueco mientras los indios acampaban al sur de este.
Salamanca lanzó su ataque en la oscuridad y bajo la lluvia sin ser visto pero los araucanos habían establecido buenas defensas alrededor del campamento y resistieron valientemente al enemigo. Pero cuando parecía que los españoles serían incapaces de tomar el fuerte sonaron las trompetas que anunciaban la llegada de un pequeño destacamento al mando del capitán Juan Ángel de la Vega quién atacó el campamento desde el otro extremo. Los araucanos temiendo ser rodeados rompieron filas y huyeron al Duqueco cruzándolo a nado los que pudieron.

## Fin de la rebelión
A pesar de esto los indios siguieron lanzando incursiones, pusieron bajo sitio todos los fuertes al sur de la frontera. Estos tenían guarniciones considerables y resistieron todos los intentos de asalto. En el de Purén los mapuches intentaron desviar un pequeño arroyo que llevaba agua a los españoles y el comandante del fuerte, Antonio de Urrua, lanzó una incursión para impedirlo pero fue emboscado y muerto. Sin embargo, el fuerte continuó luchando.
Por su parte Cano y Aponte tuvo que afrontar la negativa del Cabildo de Santiago de enviar tropas al sur, ya que temían dejar desguarnecida la urbe en caso de que la rebelión se generalizaba ya que habían oído de alzamientos de los indios de Melipilla, Quillota y La Ligua. A pesar de eso continuó reclutando y organizando sus fuerzas, quinientos milicianos a caballo de Santiago y seiscientos de Chillán, Itata, Maule y Colchagua se sumaron a las tropas en la frontera. A estos se les unieron el reclutamiento obligatorio de todos los inmigrantes franceses llegaron en los últimos años al reino. Cano y Aponte no reclutó indios auxiliares porque no se fiaba de ellos. Logró reunir 4.000 hombres a lo largo del Biobío. Finalmente decidió juntarse con sus oficiales en Concepción donde expuso que los fuertes al sur de la frontera resultaban demasiado costosos de mantener y solo servían para inquietar a los indios ni sus campeadas (incursiones) eran muy efectivas pues los araucanos las detectaban rápidamente y se retiraban con sus propiedades para impedirles algún botín. Pero cuando propuso abandonarlos para construir otros nuevos en la ribera norte del Biobío desde donde vigilar todos los pasos sus comandantes se opusieron enérgicamente aduciendo que esto envalentonaría a los mapuches, ya que se mostrarían débiles a sus ojos y perderían el "cinturón defensivo" que les impedía atacar el Biobío directamente además de los enormes sacrificios hechos en construir y mantener dichos fuertes hubieran sido inútiles.

## Parlamento de Negrete
Tras esto el gobernador Cano y Aponte decidió abandonar los fuertes al sur del Biobío y restablecer dicho río como la frontera. A fines de octubre una división de 600 soldados al mando del experimentado Rafael de Eslava por el camino costero. Este fue enviado a Valdivia como su gobernador con la misión de retirar las guarniciones de Colcura, Tucapel y Arauco, demoler los fuertes y transportar a Concepción armas, tropas y sus familias. Luego en diciembre el gobernador Cano y Aponte al mando de 400 hombres penetró por el valle central y despobló los fuertes de Purén (sitiado por ya dos meses) y Nacimiento. Ninguna de las expediciones encontró gran resistencia a su paso. 
Para finales de enero de 1724 todos los fuertes habían sido abandonados y sus guarniciones trasladadas al norte del Biobío donde se fundaron nuevas fortalezas desde la cordillera de los Andes a la costa. El mismo gobernador tuvo que enviar una carta al Rey Felipe V de España para darle a conocer las razones de tan dramática medida. Enterado de las razones de la rebelión (maltrato de los indios) el Rey envió una orden en diciembre de 1724 autorizando al gobernador el poder mantener un cuerpo permanente de dos mil hombres guarneciendo la frontera pagados por la Corona y que todos los indios que depusieran las armas serían perdonados. Estos últimos, al ver la retirada que efectuaban los españoles y la masiva concentración de fuerzas en la frontera empezaron a apaciguarse y volver a pelearse entre sí.
Para asegurar la paz Cano y Aconte convocó un parlamento el 29 de enero de 1726 con los caciques de la región. Entre lo acordado estaba que los indios deponían las armas y se reconocían vasallos del Rey de España, se prohibía la esclavitud de araucanos, para cruzar, fuera español o mapuche, hacia el norte o el sur, se debía pedir permiso a los jefes de las guarniciones fronterizas o a los caciques locales, los caciques ganaban el derecho de presentar sus quejas directamente ante los comandantes militares o el mismo gobernador y se establecerían cuatro ferias cada año para regular el comercio fronterizo. 